# Siproeta epaphus
Siproeta epaphus is een vlinder uit de familie Nymphalidae. De rups heeft op elk lichaamssegment drie doorns, ook de kop bevat twee hoorns, waardoor vogels hem links laten liggen.

## Leefwijze
Beide geslachten drinken nectar van het bloemengeslacht Lantana, maar alleen het mannetje drinkt water en opgeloste mineralen uit vochtig zand.

## Verspreiding en leefgebied
Deze vlindersoort komt voor in de tropische regenwouden van Mexico tot Peru op grote hoogten langs bosranden.

## Waardplanten
De waardplanten zijn Ruellia en Blechnum uit de familie Acanthaceae.